# Honesty (Dave Cartwright)
Honesty is een comebackalbum van Dave Cartwright. Na vier albums was Cartwright zo gedesillusioneerd in de muziekindustrie dat hij zich terugtrok en zo hier en daar nog optrad. Vanuit het Verenigd Koninkrijk en ook Nederland werd de roep steeds luider waar deze folkartiest toch was gebleven. De “oude” albums werden allemaal door een Nederlandse fan overgezet naar YouTube (zijn in 2011 verwijderd in verband met rechten) en Cartwright werd daarop attent gemaakt. In die tussentijd (33 jaar) had hij een flink aantal liedjes op de plank liggen (hij schrijft er ongeveer 2 per week) en besloot ze op te nemen. In eerste instantie werd gedacht aan een box van zes compact disc, doch dat was/is commercieel niet haalbaar. Anno 2011 zijn een drietal albums afgeleverd en Honesty verscheen in 2009. De muziek is in de eigen provisorische geluidsstudio opgenomen, vaak alleen door Cartwright zelf. 

## Muziek
Alle de Cartwright

| Nr. | Titel                                 | Duur |
| --- | ------------------------------------- | ---- |
| 1.  | Early morning                         |      |
| 2.  | Jesus sleeps in Memphis               |      |
| 3.  | The white owl                         |      |
| 4.  | Hope (an english spritual)            |      |
| 5.  | It all depends on you                 |      |
| 6.  | Blood on the moon                     |      |
| 7.  | Do nothing ‘till you here from me     |      |
| 8.  | I love the rain                       |      |
| 9.  | I just want more (of what you’ve got) |      |
| 10. | God alone                             |      |
| 11. | Ad lib                                |      |
| 12. | Down among the dead men               |      |
| 13. | You (the sun)                         |      |
| 14. | Midwinter                             |      |
| 15. | Zenobia                               |      |